# 俄勒岡縣 (密蘇里州)
俄勒岡縣（英語：Oregon County）是美國密蘇里州南部的一個縣，南邻阿肯色州。面積2,050平方公里。根據美國2000年人口普查，共有人口10,344人。縣治奧爾頓 (Alton)。
成立於1845年，以俄勒岡準州命名。